# Grito dos Excluídos

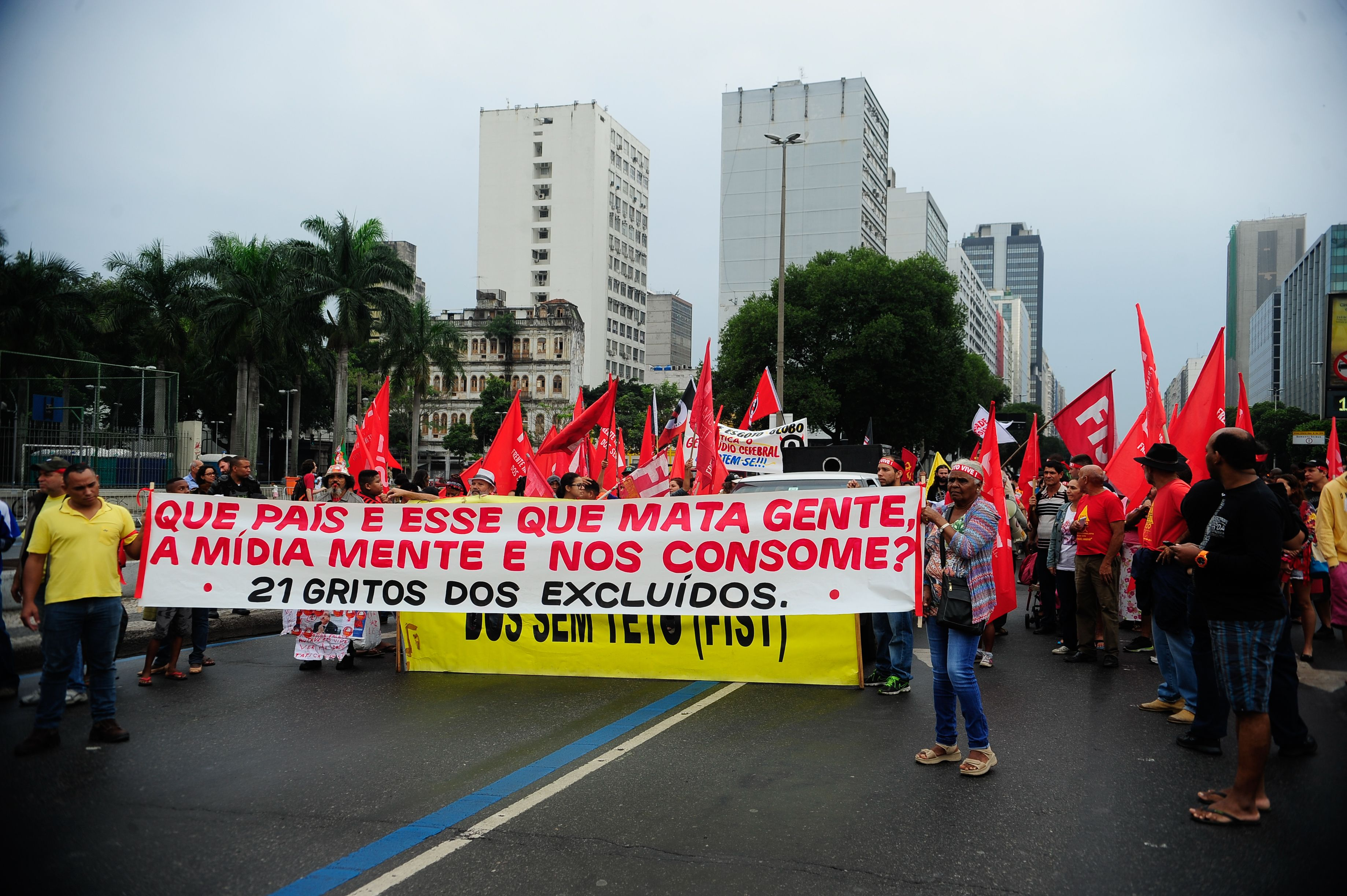
Integrantes de movimentos sociais caminham na 21º marcha Grito dos Excluídos, após o desfile cívico-militar do 7 de setembro, na Avenida Presidente Vargas, no Rio de Janeiro (Fernando Frazão/Agência Brasil)

O Grito dos Excluídos é um conjunto de manifestações populares que ocorrem no Brasil, desde 1995, ao longo da Semana da Pátria, que culminam com o Dia da Independência do Brasil, em 7 de setembro. Estas manifestações têm como objetivo de abrir caminhos aos excluídos da sociedade, denunciar os mecanismos sociais de exclusão e propor caminhos alternativos para uma sociedade mais inclusiva.
Sua origem remonta à Segunda Semana Social Brasileira, promovida pela Pastoral Social da Conferência Nacional dos Bispos do Brasil (CNBB), realizada entre 1993 e 1994, quando estava à frente da Pastoral Social o bispo Dom Luiz Demétrio Valentini. Embora a iniciativa esteja diretamente ligada à CNBB, desde o início diversos organismos participam do movimento: as igrejas do Conselho Nacional de Igrejas Cristãs, movimentos sociais, organizações e entidades envolvidas com a justiça social.
As manifestações são variadas: celebrações, atos públicos, romarias, caminhadas, seminários e debates, teatro, música, dança e feiras de economia solidária.

## Lemas
- 1995 – A Vida em primeiro lugar
- 1996 – Trabalho e Terra para viver
- 1997 – Queremos justiça e dignidade
- 1998 – Aqui é o meu país
- 1999 – Brasil: um filho teu não foge à luta
- 2000 – Progresso e Vida Pátria sem Dívida$
- 2001 – Por amor a essa Pátria Brasil
- 2002 – Soberania não se negocia
- 2003 – Tirem as mãos… o Brasil é nosso chão
- 2004 – BRASIL: Mudança pra valer, o povo faz acontecer
- 2005 – Brasil em nossas mãos a mudança
- 2006 – Brasil: na força da indignação, sementes de transformação
- 2007 – Isto não Vale: Queremos Participação no Destino da Nação
- 2008 – Vida em primeiro lugar Direitos e Participação Popular
- 2009 – Vida em primeiro lugar: A força da transformação está na organização popular
- 2010 – Vida em primeiro lugar: Onde estão nossos Direitos? Vamos às ruas para construir o projeto popular
- 2011 – Pela vida grita a TERRA… Por direitos, todos nós!
- 2012 – Queremos um Estado a Serviço da Nação, que garanta direitos a toda população
- 2013 – Juventude que ousa lutar constrói projeto popular
- 2014 – Ocupar ruas e praças por liberdade e direitos
- 2015 - Que país é este, que mata gente, que a mídia mente e nos consome?
- 2016 - Este sistema é insuportável. Exclui, degrada, mata![5]
- 2017 - Por direito e Democracia, a luta é todo dia!
- 2018 -  Desigualdade gera violência: Basta de Privilégios
- 2019 - Este sistema não Vale!
- 2020 - Basta de miséria, preconceito e repressão! Queremos trabalho, terra, teto e participação!
- 2021 - Na luta por participação popular, saúde, comida, moradia, trabalho e renda, já![6][7]
- 2022 - 200 anos de (in)dependência. Para quem?[8]
- 2023 - Você tem fome e sede de qué?
- 2024 - Todas as formas de vida importam,mas quem se importa?